# The World Is Still Beautiful
The World Is Still Beautiful (それでも世界は美しい, Soredemo Sekai wa Utsukushii), aussi connu sous le titre Still World Is Beautiful, est un manga écrit et dessiné par Dai Shiina. Il est prépublié depuis 2012 dans le magazine Hana to yume de l'éditeur Hakusensha et publié en volumes reliés depuis décembre 2011. La version française est publiée par Delcourt (maintenant Delcourt/Tonkam) à partir de février 2015.
Une adaptation en série télévisée d'animation produite par le studio Pierrot a été diffusée entre avril et juin 2014 sur Nippon TV. Dans les pays francophones, elle est diffusée en streaming sur Anime Digital Network.

## Synopsis
L’histoire nous entraîne dans le quotidien de 2 adolescents issus du milieu noble qui vont devoir se marier. Nike Lemercier, la 4e Princesse Amefurashi (Duché de la pluie) capable de contrôler la pluie, et Livius, le Roi du Pays du Soleil qui a conquis le monde en seulement 3 ans. Nike doit épouser Livius en échange de l’autonomie de sa Famille. Mais derrière l’image de Livius le Tyran, l’adolescente découvre finalement un jeune garçon qui a tout à apprendre de la vie.

## Personnages
Nike Lemercier (ニケ・ルメルシエ, Nike Rumerushie)
C'est la princesse du duché de la pluie. Elle est toujours pleine de vie et assez caractérielle mais très gentille. Elle aime aussi voyager pour « découvrir » le monde et se bagarre souvent (bien qu'elle soit une princesse). Au début, elle n'aime pas du tout la façon de penser de Livius, puis va le considérer comme un « petit-frère » mais plus elle passe de temps avec lui plus elle en est amoureuse.
Livius Orvinus Ifrikia (Livius I) (リヴィウス・オルヴィヌス・イフリキア(リヴィウス一世), Riviusu Oruvinusu Ifurikia (Riviusu-Issei))
C'est le roi soleil. Sous ses airs de roi puissant et fort, il cache en réalité l'innocence et l'ignorance de ce que peut-être la vie extérieure. Il est capricieux et obtient généralement toujours ce qu'il veut sauf avec Nike, ce qui l'énerve chez elle et ne comprend pas pourquoi elle s'obstine à ne pas vouloir céder. On peut penser qu'il voulait rencontrer Nike en échange de l'autonomie de sa famille mais en réalité il voulait qu'elle fasse tomber la pluie. Au fil du temps, il va apprécier puis aimer Nike.
Neil (ニール, Nīru)
C'est le majordome de Livius, il est très gentil et prend soin de lui comme s'il s'agissait de son « fils ».

## Manga
À l'origine, trois one shot ont été publiés entre 2009 et 2011 dans le magazine Hana to yume, avec un premier volume relié publié le 20 décembre 2011. La publication du manga sous forme de série a ensuite débuté en 2012.
La version française est publiée par Delcourt (maintenant Delcourt/Tonkam) à partir de février 2015.

### Liste des volumes
| no | Japonais          | Japonais          | Français         | Français          |
| no | Date de sortie    | ISBN              | Date de sortie   | ISBN              |
| --- | ----------------- | ----------------- | ---------------- | ----------------- |
| 1 | 20 décembre 2011  | 978-4-592-18872-8 | 11 février 2015  | 978-2-7560-6366-9 |
| Liste des chapitres : - Chapitre 1 : La Princesse de la pluie - Chapitre 2 : La Guerre du conseiller - Chapitre 3 : Call my name |                   |                   |                  |                   |
| 2 | 20 juin 2012      | 978-4-592-19472-9 | 1er avril 2015   | 978-2-7560-6367-6 |
| Liste des chapitres : - Chapitre 4 : Ring of tales 1 - Chapitre 5 : Ring of tales 2 - Chapitre 6 : Ring of tales 3 - Chapitre 7 : Wild Waltz - Chapitre 8 : Le premier ministre Baldwin |                   |                   |                  |                   |
| 3 | 20 décembre 2012  | 978-4-592-19473-6 | 3 juin 2015      | 978-2-7560-6368-3 |
| Liste des chapitres : - Chapitre 9 : Cacher la lune - Chapitre 10 : À l'abri de la pluie - Chapitre 11 : New adventure - Chapitre 12 : Le duché de la pluie - Chapitre 13 : Seuls au monde - Chapitre 14 : Le bon royaume                                                                           |                   |                   |                  |                   |
| 4 | 19 avril 2013     | 978-4-592-19474-3 | 19 août 2015     | 978-2-7560-6896-1 |
| Liste des chapitres : - Chapitre 15 : Développement - Chapitre 16 : Innocent world - Chapitre 17 : Le vent qui souffle - Chapitre 18 : L'adieu de la pluie - Chapitre 19 : Le retour - Chapitre 20 : Shock of the lightning                                                                         |                   |                   |                  |                   |
| 5 | 20 août 2013      | 978-4-592-19475-0 | 21 octobre 2015  | 978-2-7560-6897-8 |
| Liste des chapitres : - Chapitre 21 : Détermination - Chapitre 22 : Le royaume des sables - Chapitre 23 : Dans la lumière - Chapitre 24 : Hypothermie - Chapitre 25 : Le monde auquel tu appartiens - Chapitre 26 : Question sans réponse                                                           |                   |                   |                  |                   |
| 6 | 20 janvier 2014   | 978-4-592-19476-7 | 20 janvier 2016  | 978-2-7560-8110-6 |
| Liste des chapitres : - Chapitre 27 : Never end 1 - Chapitre 28 : Never end 2 - Chapitre 29 : Retour au pays - Chapitre 30 : Renaissance - Chapitre 31 : Le royaume de la mer - Hors-série : Le roi Livius Ier                                                                                      |                   |                   |                  |                   |
| 7 | 18 avril 2014     | 978-4-592-19477-4 | 7 septembre 2016 | 978-2-7560-7696-6 |
| Liste des chapitres : - Chapitre 32 : La cour dansante - Chapitre 33 : Au bord du lac - Chapitre 34 : Panier de crabes - Chapitre 35 : Le puissant récital de la liberté - Chapitre 36 : En tant que Kanaris - Chapitre 37 : My eyes on you                                                         |                   |                   |                  |                   |
| 8 | 19 septembre 2014 | 978-4-592-19478-1 | 15 mars 2017     | 978-2-7560-8400-8 |
| Liste des chapitres : - Chapitre 38 : L'innocence d'une diablesse - Chapitre 39 : Bénédiction ou malédiction ? - Chapitre 40 : Les jours de l'empire - Chapitre 41 : Golden time - Chapitre 42 : Rencontre fortuite - #0 : Le royaume du soleil - Side Niki                                         |                   |                   |                  |                   |
| 9 | 20 janvier 2015   | 978-4-592-19479-8 | 14 août 2019     | 978-2-756-08401-5 |
| Liste des chapitres : - Chapitre 43 : La machination blanche - Chapitre 44 : Le chemin parcouru - Chapitre 45 : Le festival de l'anniversaire impérial - Chapitre 46 : Le soleil et le vent du nord ① - Chapitre 47 : Le soleil et le vent du nord ② - Chapitre 48 : Le soleil et le vent du nord ③ |                   |                   |                  |                   |
| 10 | 19 juin 2015      | 978-4-592-21570-7 |                  |                   |
| 11 | 20 octobre 2015   | 978-4-592-21571-4 |                  |                   |
| 12 | 19 février 2016   | 978-4-592-21572-1 |                  |                   |
| 13 | 20 juin 2016      | 978-4-592-21573-8 |                  |                   |
| 14 | 20 octobre 2016   | 978-4-592-21574-5 |                  |                   |
| 15 | 20 février 2017   | 978-4-592-21575-2 |                  |                   |
| 16 | 20 juin 2017      | 978-4-592-21576-9 |                  |                   |
| 17 | 20 novembre 2017  | 978-4-592-21577-6 |                  |                   |
| 18 | 20 février 2018   | 978-4-592-21578-3 |                  |                   |
| 19 | 20 juin 2018      |                   |                  |                   |
| 20 | 19 octobre 2018   | 978-4-592-21580-6 |                  |                   |
| 21 | 20 février 2019   |                   |                  |                   |

## Anime
L'adaptation en série télévisée d'animation a été annoncée en janvier 2014. Elle est produite par le studio Pierrot avec une réalisation de Hajime Kamegaki. Elle est diffusée initialement sur Nippon TV du 6 avril au 29 juin 2014 et compte douze épisodes.
Dans les pays francophones, elle est diffusée en streaming sur Anime Digital Network.

### Liste des épisodes
| No | Titre de l’épisode en français | Titre original de l’épisode  | Date de 1re diffusion |
| -- | ------------------------------ | ---------------------------- | --------------------- |
| 1  | Le Royaume du Beau temps       | 晴れの大国 Hare no taikoku   | 6 avril 2014          |
| 2  | La princesse de la pluie       | 雨の公女 Ame no kojo         | 13 avril 2014         |
| 3  | Déclaration de pouvoir         | 関白宣言 Kanpaku sengen      | 20 avril 2014         |
| 4  | Ring of Tales, 1re partie      | Ring of Tales ①              | 27 avril 2014         |
| 5  | Ring of Tales, 2e partie       | Ring of Tales ②              | 4 mai 2014            |
| 6  | Call My Name                   | Call My Name                 | 11 mai 2014           |
| 7  | Une Valse endiablée            | Wild Waltz                   | 25 mai 2014           |
| 8  | S'abriter de la pluie          | 雨やどり Amayadori           | 1er juin 2014         |
| 9  | Le Pays de la Pluie            | 雨の公国 Ame no kōkoku       | 8 juin 2014           |
| 10 | Le Pays juste                  | 正しい国 Tadashī kuni        | 15 juin 2014          |
| 11 | Tel le vent                    | 通り過ぎる風 Tōrisugiru kaze | 22 juin 2014          |
| 12 | Le Retour                      | 帰還 Kikan                   | 29 juin 2014          |

### Musique
| Générique | Épisodes | Début           | Début        | Fin     | Fin        |
| Générique | Épisodes | Titre           | Artiste      | Titre   | Artiste    |
| --------- | -------- | --------------- | ------------ | ------- | ---------- |
| 1         | 1 – 12   | BEAUTIFUL WORLD | Joanna Koike | PROMISE | Rena Maeda |